# جارو سیستانی
جارو سیستانی یکی از صنایع دستی سیستان است از گیاه کرته بافته می‌شود.
کرته، گیاهی خودرو در منطقه سیستان است. این گیاه در حاشیه زمین‌های کشاورزی رشد می‌کند و با وجود این که از دید کشاورزان نوعی گیاه هرز است، کاربردی اقتصادی دارد.
مردم منطقه از ساقه‌های نازک آن، جاروی محلی سیستان را تولید می‌کنند. از نیِ بسیار ظریف و زیبای گیاه کرته، چوب باریکی به‌دست می‌آید که در گویش سیستانی به آن سینک گفته می‌شود.
آنچه باعث گذاشتن این نام بر روی این قسمت از گیاه که در واقع گُل گیاه می‌باشد شده است شاید همان سیخک، باشد به‌صورت راست و منظم تا ارتفاع یک متر هم رشد می‌کند.
سینک زمانی از گیاه جدا می‌شود که رنگ آن از سبز به زرد کم رنگ تغییر کرده و به راحتی قابل جدا شدن است و پس از جدا شدن از بوته اصلی با تابش آفتاب خشک می‌شود.
برای تهیه جارو، انتهای سینک‌ها چندین ساعت درآب خیس و سپس کوبیده می‌شود تا انعطاف‌پذیر باشد و پس از این مرحله، از آنها جارو بافته می‌شود.

## روش بافت
بافتن جارو با سینک مهارت خاص خود را می‌طلبد و همانند قالی و دیگر بافته‌های پیچیده، نیازمند آموزش و مهارت است.
بافنده یک سرنخ را به انگشت شصت پای خود می‌بندد و با دو دست اقدام به بافتن جارو می‌کند. گره‌های این محصول نیز دارای ظرافت خاصی هستند اصولاً دوپایه سینک در یک گره بکار برده می‌شوند و بعد از بافتن محصول به طول یک متر یا بیشتر این بافته به صورت حلزونی (اسپیرال) دور هم پیچیده می‌شود.